# Verbascum zlataroffii
Verbascum zlataroffii är en flenörtsväxtart som beskrevs av Bozimir Davidov. Verbascum zlataroffii ingår i släktet kungsljus, och familjen flenörtsväxter. Inga underarter finns listade i Catalogue of Life.